# Kurt Seiffert
Armin Kurt Seiffert, född 21 december 1935 i Detroit, är en amerikansk före detta roddare.
Seiffert blev olympisk guldmedaljör i tvåa med styrman vid sommarspelen 1956 i Melbourne.